# AS-12
La AS-12, también conocida como Corredor del Navia, es una vía de comunicación que pertenece a la Red Regional de Carreteras del Principado de Asturias. Tiene una longitud de 82,4 km y une la localidad de El Espín con el Puerto del Acebo, atravesando los concejos asturianos de Coaña, Boal, Illano, Pesoz y Grandas de Salime.
Esta es la 2º carretera regional más larga del Principado de Asturias, siendo 1º la AS-15 con 106 km y 3º la AS-117 con 65,3 km.
Cabe decir que en esta carretera se proyectaron varios proyectos de acondicionamientos e incluso la construcción de una vía rápida siguiendo el trazado actual, pero ninguno de los proyectos anteriores se realizó, solo el reasfaltado de pequeños tramos por su pésimo estado.

## Recorrido

### Tramo de El Espín a Boal (24 km)

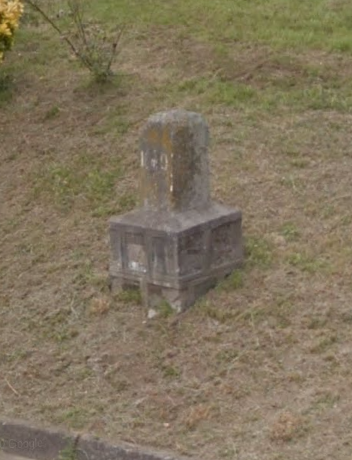
Hito kilométrico 8 del tipo "Manuel Pardo" de la antigua Carretera de Navia a Grandas en Trelles.

Este tramo comienza en El Espín, en el cruce con la N-634. Discurre por las localidades coañesas de San Esteban, Coaña, Villacondide, Savariz, Pumarín, Trelles, Sequeiro y Vivedro, para que, a 3 km de esta última límite con el concejo de Boal, en las cercanías de pueblo de Serandinas, perteneciente ya a este concejo. Desde aquí, continúa atravesando las localidades boalesas de Miñagón, Las Viñas, Los Mazos y Armal, para que, en esta última llegue a Boal, donde termina este tramo en el cruce con la AS-22 y BO-1.
Este tramo de carretera fue reparado a principios de la década de 1990, esanchando la carretera y dotándola de mejor visibilidad y curvas amplias.
En este tramo, de lo que fue la antigua Carretera de Navia a Grandas, aún existen un hito kilométrico del tipo "Manuel Pardo". Este es el kilométrico 8, el cual se puede encontrar en una vivienda al lado de la propia carretera en el pueblo de Trelles.

### Tramo de Boal a Illano (19 km)

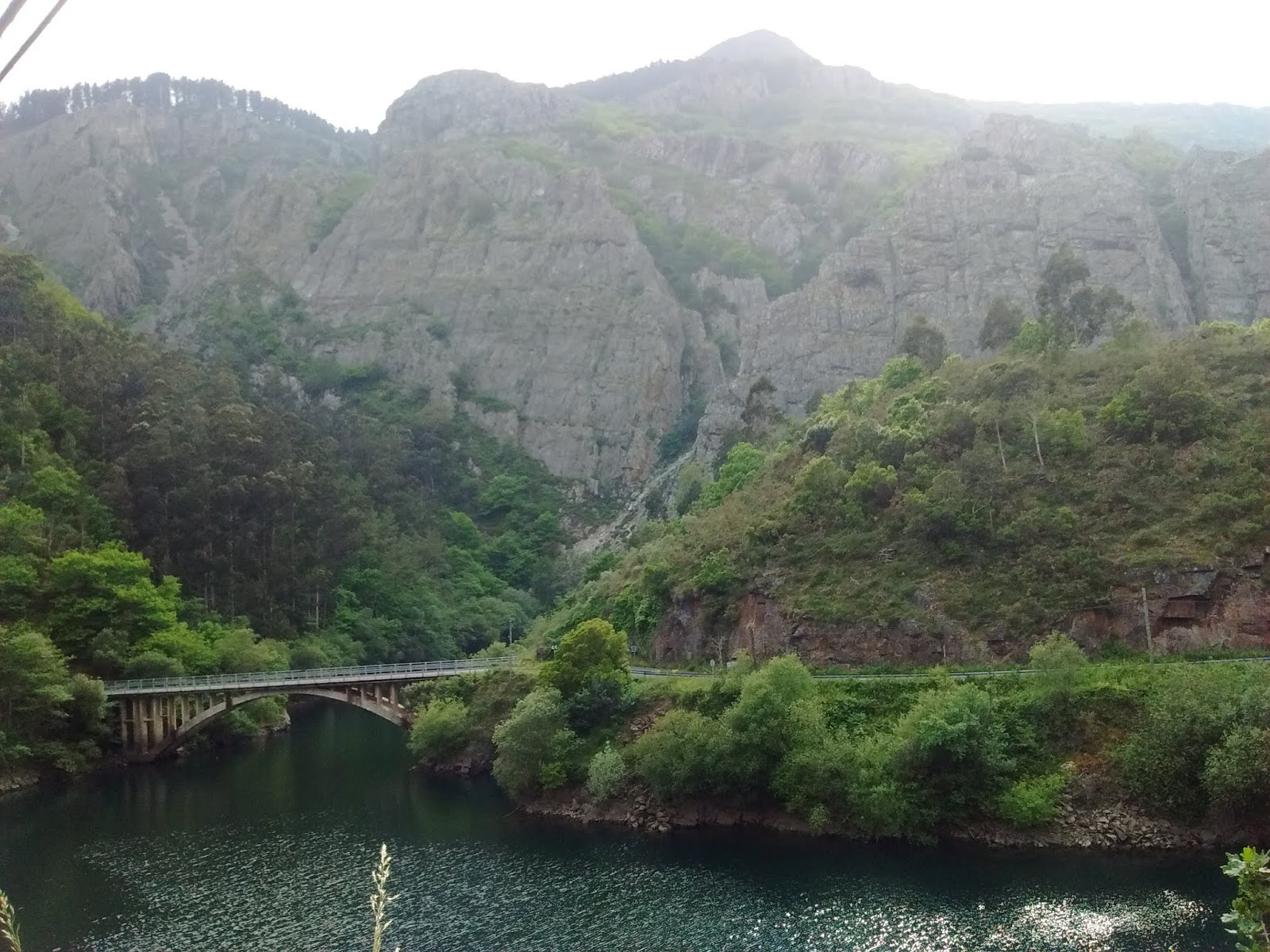
Puente Urubio, en el cual se sitúa en uno de los lados el cambio de asfaltos.

Este tramo comienza en Boal, en el cruce con la AS-22 y BO-1. Discurre por las localidades boalesas de San Luis, Peirones, Piñeira y Doiras, para que, a 2 km de esta última, en el puente de Urubio límite con el concejo de Illano. Desde aquí, continúa atravesando las localidades illanesas de Cedemonio y Gío, para que, a 5 km de esta última, llegue a Illano, donde termina este tramo.
Este tramo de carretera, como el anterior, también fue reparado a principios de la década de 1990, esanchando la carretera y dotándola de mejor visibilidad y curvas amplias. Además, cabe decir que en el puente de Urubio termina el arreglo anteriormente mencionado y empieza otro aún más antiguo y sin tramos de adelantamiento, solo con línea discontinua, datado aproximadamente del año 1988.
En este tramo, de lo que fue la antigua Carretera de Navia a Grandas, aún existen unos cuantos hitos kilométricos, de los del tipo "Manuel Pardo". Estos son los kilométricos 28, 29, 33, 36, 41, 43 y el miriamétrico 30.

### Tramo de Illano a Grandas de Salime (25 km)

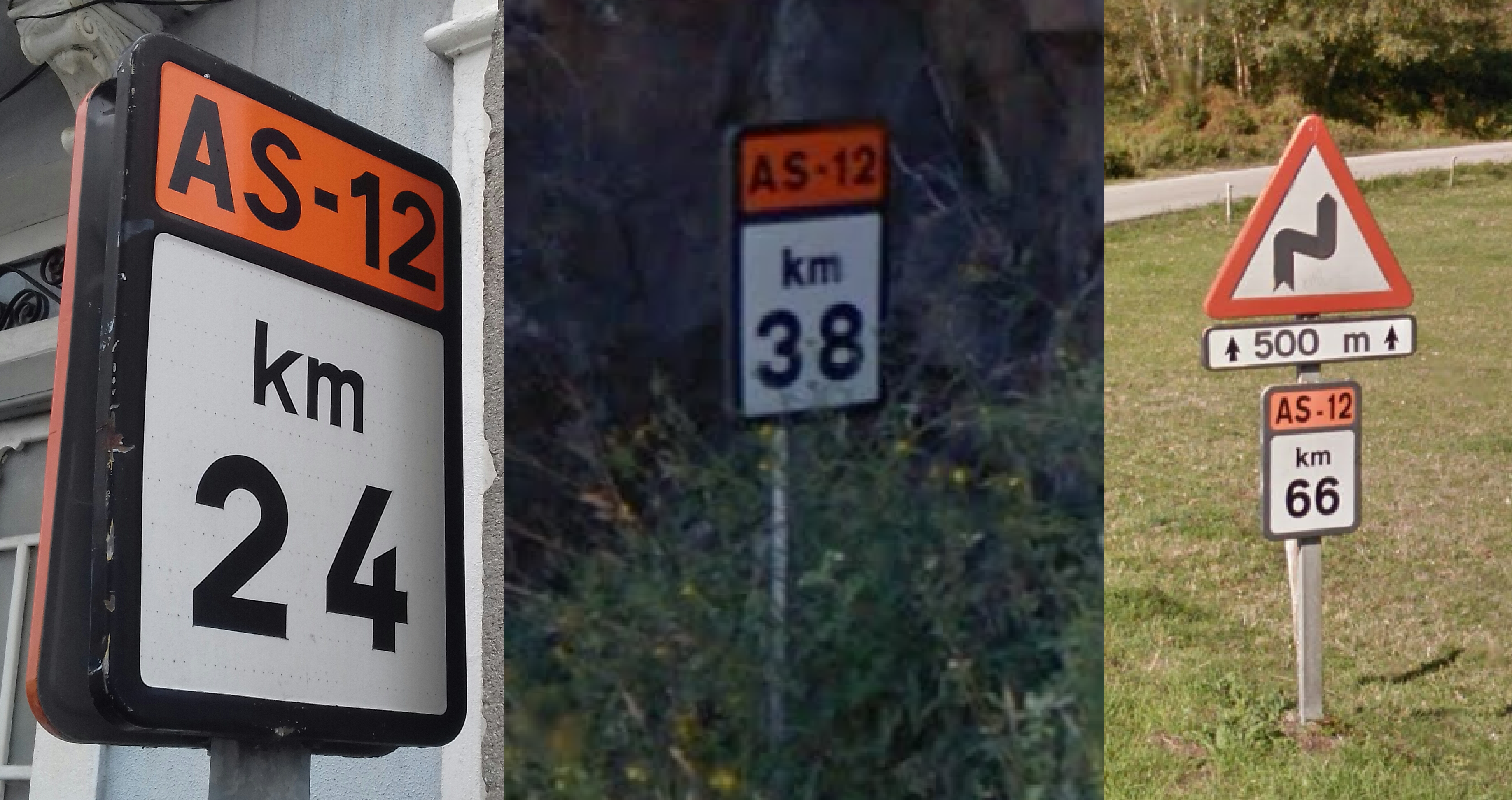
Distintos modelos de hitos kilométricos colocados en la AS-12.

Este tramo comienza en Illano. Discurre por la localidad illanesa de San Esteban de Los Buitres, para que, a 3 km de esta última, límite con el concejo de Pesoz. Desde aquí, atraviesa los puentes de Lijóu y Agüeira y continúa atravesando las localidades pesocenses de Pelorde, Villabrille y Francos, para que, en esta última llegue a Pesoz, donde termina la AS-11. Desde aquí, continúa atravesando la localidad pesocense de Cela, para que, a 2 km de esta última límite con el concejo de Grandas de Salime, en las cercanías de pueblo de Santa María, perteneciente ya a este concejo. Desde aquí continúa hasta llegar a Grandas de Salime, para terminar este tramo en el cruce con la AS-14.
Este tramo de carretera, como el anterior, también fue reparado en el año 1988, aunque en el año 2014, entre Pesoz y Grandas de Salime se reasfaltaron pequeños tramos los cuales estaban en muy mal estado.
En este tramo, de lo que fue la antigua Carretera de Navia a Grandas, aún existen unos cuantos hitos kilométricos, de los del tipo "Manuel Pardo". Estos son los kilométricos 46, 52, 53 y 54.

### Tramo de Grandas de Salime al Puerto del Acebo (14,4 km)
Este tramo comienza en Grandas de Salime, en el cruce con la AS-14. Discurre por las localidades grandalesas de La Farrapa, Cerejeira, San Julián, Padraira, Gestoselo, Peñafuente y Bustelo del Camín para llegar al Puerto del Acebo, donde limita con Galicia y continúa la LU-701. Este tramo de carretera fue originalmente reparado en el año 1995, pero en el año 2008, a causa de su mal estado y la importancia que tiene por comunicar a un límite autonómico se reparó de nuevo, esanchándola notablemente, construyéndole arcenes y realizando recortes en las curvas, aparte de pequeñas variantes en varias localidades para evitar el paso de la carretera en dichas travesías.
En este tramo, de lo que fue la antigua Carretera de Grandas a Fonsagrada, aún existen un hito kilométrico del tipo "Manuel Pardo". Este es el kilométrico 8, el cual se puede encontrar en una vivienda al lado de la propia carretera en el pueblo de Gestoselo.

## Denominaciones antiguas del Plan Peña
Antes de la entrada en vigor en 1989 el Nuevo catálogo de Carreteras del Gobierno del Principado de Asturias, todas las carreteras del territorio asturiano estaban clasificadas en 4 categorías, 5 si se incluían las autovías y autopistas construidas previamente o en proceso de construcción:
- Carreteras Nacionales, de color rojo.

- Carreteras Comarcales, de color verde.

- Carreteras Locales, de color amarillo.

- Carreteras Provinciales, de color azul.

Las denominaciones de las carreteras Nacionales y Comarcales fueron establecidas en el Plan Peña entre 1939 y 1940, con identificadores con las siglas N y C respectivamente y siguiendo un sistema radial con Madrid como punto de referencia para la asignación de las claves de todas las carreteras, explicado más a detalle en los Anexos de las carreteras Nacionales y Comarcales de España.
En cambio las denominaciones de las carreteras Locales y Provinciales no se asignaron hasta 1961, año en el que las Jefacturas Provinciales de Carreteras, excluyendo las de Álava y Navarra por ser Comunidades Forales y que por ello aplicaron sistemas propios y realizaron la organización y denominación de todas las carreteras no comprendidas en Nacionales y Comarcales que discurriesen por su territorio.
Para ello, se adoptaron para cada provincia las siglas de 1 o 2 letras utilizadas en las matrículas de los vehículos para las carreteras Locales, en este caso la O de Oviedo para Asturias, y las mismas siglas con las letras P o V intercaladas con la clave numérica u otras siglas completamente distintas con otros significados, como en el caso particular de Asturias por el uso de las siglas CP de "Carretera Provincial".
Al realizarse dicho cambio en las denominaciones de las carreteras del Principado de Asturias, la AS-12 estaba formada por 2 carreteras Comarcales:
| Identificador | Denominación                 | Itinerario comprendido por la nueva denominación |
| ------------- | ---------------------------- | ------------------------------------------------ |
| C-644         | El Espín - Grandas de Salime | Todo su trazado                                  |
| C-630         | Pravia - Lugo                | Grandas de Salime - Puerto del Acebo             |

## Denominaciones antiguas del Principado de Asturias
Con respecto al paso del tiempo y los cambios temporales o permanentes de tráfico por la existencia o eliminación de vías alternativas, la Consejería de Medio Rural y Cohesión Territorial del Principado de Asturias realiza diversos cambios a las denominaciones de algunas carreteras por sus cambios de condiciones de calzada y firme, Intensidad Media Diaria (I.M.D.) e importancia con respecto a la vertebración y comunicación del territorio.
Dichos cambios se centran en la asignación de nuevas denominaciones a causa de la construcción de nuevas carreteras o las que vieron su denominación anterior modificada, ya fuese de una categoría superior o inferior. Aparte de crear nuevas denominaciones, también hay algunas antiguas que se eliminan a causa del cambio de categoría, también producido por haber pertenecido a una categoría superior o inferior a la original o, en otros casos, haber sido unificada con otra carretera existente, formando nuevos ejes con cierta continuidad e importancia.
Todos estos cambios se encuentran reflejados en los siguientes catálogos de Carreteras del Principado de Asturias publicados posteriormente al original:
- Catálogo de la Red de Carreteras del Principado de Asturias de 2007[3]

- Catálogo de la Red de Carreteras del Principado de Asturias de 2008[4]

- Catálogo de la Red de Carreteras del Principado de Asturias de 2017[5]

- Catálogo de la Red de Carreteras del Principado de Asturias de 2019[6]

En este caso, la AS-12 originalmente comunicaba El Espín con Grandas de Salime, pero en el Catálogo de 2017 asumió por completo el trazado de la AS-28, de Grandas de Salime al Puerto del Acebo para constituir el eje Navia - Galicia, haciendo que la denominación de AS-28 desaparezca del catálogo por haber sido asumida en su totalidad.